# Макким, Джозефин
Джозефин Эвелин Макким (англ. Josephine Eveline McKim, в замужестве Чалмерс, англ. Chalmers; 4 января 1910, Ойл-Сити, Пенсильвания — 10 декабря 1992, Вудсток, Нью-Йорк) — американская пловчиха, чемпионка летних Олимпийских игр 1932 года в эстафете 4×100 метров вольным стилем в составе сборной США, бронзовый призёр летних Олимпийских игр 1928 года на дистанции 400 м вольным стилем.